# Helena Zmatlíková

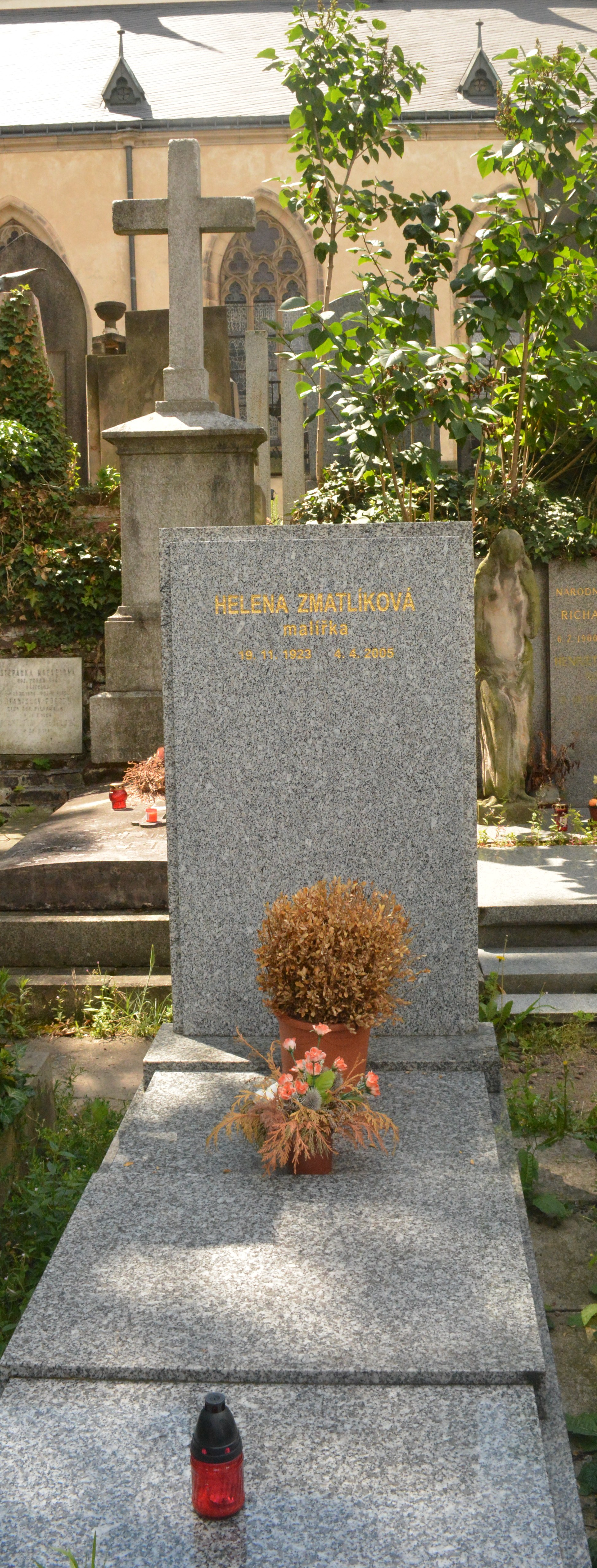
Hrob Heleny Zmatlíkové na pražském Vyšehradském hřbitově

Helena Zmatlíková, rozená Wehrbergerová (19. listopadu 1923, Praha – 4. dubna 2005, Praha), byla česká malířka a ilustrátorka. Ilustrovala přibližně 250 knížek, hlavně pro děti.

## Život
Studovala nejprve na soukromé Ukrajinské akademii u Grigorije Musatova, později přešla na Rotterovu školu kresby a propagační grafiky. Své studium dokončila ve škole volné a užité grafiky, knižního a reklamního umění Officina Pragensis (v roce 1942). Již během studií si přivydělávala jako módní kreslířka. Po studiích nejprve pracovala v ateliéru Melantrich, pak se osamostatnila, ale nakonec přešla pod nakladatelství Albatros jako jeho kmenová ilustrátorka. Soustavně se vydávání knížek s jejími ilustracemi věnuje nakladatelství Artur.
Za své dílo získala řadu ocenění za nejkrásnější knížku. Podílela se i na Světové výstavě v Bruselu 1958.
Známé jsou její ilustrace Honzíkovy cesty od Bohumila Říhy a dětských knížek od Eduarda Petišky. Podobně známé jsou i Děti z Bullerbynu od Astrid Lindgrenové. Mezi její nejoblíbenější knížky patřilo Aškenazyho Putování za švestkovou vůní, Collodiho Pinocchiova dobrodružství a Malý princ od A. de Saint-Exupéryho. Kromě knih ilustrovala i mnoho leporel pro nejmenší. Pracovala i na animovaných filmech, například na večerníčku Domeček u tří koťátek.
Knihy, které ilustrovala, byly překládány do mnoha jazyků a vycházely v zahraničí i s původními ilustracemi, takže je znají děti takřka na celém světě.
Jejím synovcem je právník a politik Pavel Rychetský. Její syn Ivan Zmatlík byl ženatý s herečkou Kateřinou Macháčkovou, se kterou má dceru Helenu.
Místem jejího posledního odpočinku je Vyšehradský hřbitov v Praze.

## Vyznamenání a ocenění
- Cena za nejkrásnější knihu roku
  - za rok 1957: Za pohádkou kolem světa (autor Vítězslav Kocourek)
  - za rok 1958: Se zvířátky kolem světa (Vítězslav Kocourek)
  - za rok 1958: Černošský Pán Bůh a páni Izraeliti. Starej zákon a proroci (Roark Bradford)
  - za rok 1992
- 1958 spoluúčast na Světové výstavě Brusel – zlatá medaile
- 1968 cena Zorničky
- 1971 cena nakladatelství Albatros
- 1972 cena ministerstva kultury NDR
- 1972 cena za dětskou kulturu Tokio
- 1975, 1977, 1978 cena Marie Majerové
- 1979 cena dětského diváka Paví pero – Bezručova Opava
- 1992 cena Nejlepší učebnice roku a další